# Frontières de la Grèce
Les frontières de la Grèce ont beaucoup évolué depuis qu'elles ont été fixées pour la première fois en 1832.

## Histoire

### Après l'indépendance
Les frontières grecques furent modifiées huit fois depuis l'indépendance du pays.
La première frontière terrestre, fixée en 1830 par les « puissances protectrices » (France, Royaume-Uni et Russie), est la ligne Aspropotamos–Spercheios qui commence dans le golfe de Patras à l'embouchure du fleuve Aspropotamos, passe par Artotína, longe la crête du mont Oeta et atteint le golfe Maliaque à l'embouchure du fleuve Spercheios, en laissant Zitouni aux Ottomans. Le seul voisin était alors l'Empire ottoman. En 1832, le traité de Constantinople modifie une première fois cette frontière en faveur de la Grèce en établissant une nouvelle ligne allant d'Arta à Volos. D'un point de vue maritime, la Grèce voisinait dans le détroit d'Otrante avec l'Empire britannique qui possédait les îles Ioniennes, et avec le royaume des Deux-Siciles.
Une deuxième modification eut lieu en 1864 avec le retour à la Grèce de la république des îles Ioniennes (protectorat britannique) tandis que la frontière maritime occidentale devenait italienne à la suite du Risorgimento. La troisième modification intervient à la suite de la guerre russo-turque de 1877-1878, au congrès de Berlin et surtout à son corollaire, la conférence de Constantinople de 1881, lorsque la Thessalie est intégrée au royaume grec, jusqu'au sud du mont Olympe.
Une quatrième modification, cette fois au profit de l'Empire ottoman, fait suite aux défaites grecques de la guerre gréco-turque (1897) : la Turquie récupère alors les cols stratégiques de Kalamaki, Melouna, Reveni, Zorgya et Zygos au nord de la Thessalie. En 1911, une frontière maritime est établie au sud-est avec l'Italie qui annexe alors le Dodécanèse, jusque-là ottoman.
Bien plus importante, la cinquième modification des frontières terrestres résulte des guerres balkaniques et donne à la Grèce des frontières avec l'Albanie nouvellement indépendante (à laquelle elle cède la petite île de Sassos, jusque-là partie des îles Ioniennes), et, en Macédoine, avec la Serbie et la Bulgarie qui, elles aussi, s'agrandissent au détriment de la Turquie : le partage alors établi de cette région est toujours en vigueur, la Grèce incluant la Macédoine du Sud et la Bulgarie celle de l'Est, tandis que la Macédoine du Nord slave, jadis serbe puis yougoslave, est indépendante.
Après la Première Guerre mondiale, la sixième modification de 1919 actée par les traités de Neuilly avec la Bulgarie et de Sèvres avec la Turquie, agrandit encore la Grèce jusqu'aux portes de Constantinople et en Ionie autour de Smyrne, mais elle est remise en question à la suite de la guerre d'indépendance turque et de la « grande Catastrophe » grecque : une septième modification entérinée par le Traité de Lausanne (1923) fixe en grande partie les frontières gréco-turques actuelles, au Dodécanèse près, que l'Italie cède à la Grèce en 1946.

### Frontières actuelles

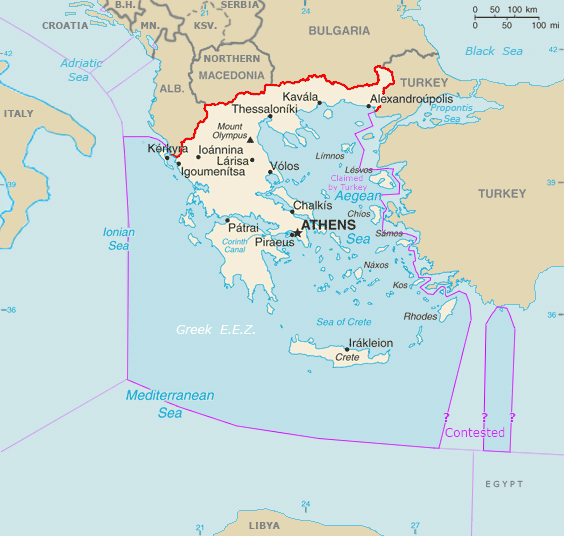
Frontières terrestres (rouge) et des zones économiques exclusives en mer (violet) de la Grèce.

Depuis le traité de Paris (1947), la Grèce est frontalière avec sept pays :
- quatre frontières terrestres avec :
  - l'Albanie,
  - la Macédoine du Nord,
  - la Bulgarie,
  - la Turquie
- cinq limites maritimes (ZEE), d'ouest en est avec :
  - l'Italie,
  - l'Albanie,
  - la Libye,
  - l'Égypte (incertaine en raison du contentieux maritime gréco-turc),
  - la Turquie, que cette dernière conteste.

### Contentieux en Égée
Grèce et Turquie s'accordent sur une zone de 6 milles autour de leurs côtes. Conformément aux dispositions de la Convention des Nations unies sur le droit de la mer, ils pourraient porter cette zone à 12 milles, mais la Turquie considère que cela aboutirait à une répartition inéquitable de la souveraineté sur la région, et que si la Grèce en prenait l'initiative, cela constituerait un casus belli. Elle revendique une nouvelle délimitation des eaux territoriales, des espaces aériens et des zones économiques exclusives sur le plateau continental, revendication qui enclaverait les îles grecques les plus proches de ses côtes, dont Ankara réclame la démilitarisation ; en outre, la Turquie conteste depuis 1985 la légitimité de la souveraineté grecque sur plusieurs îles comme Megísti en face de Kaş et les deux îlots d'Ímia près de Kalólimnos, italiennes de 1911 à 1946 et grecques depuis.